# Alto Adige (quotidiano)
Alto Adige è un quotidiano in lingua italiana della provincia autonoma di Bolzano che dal 2016 appartiene al Gruppo editoriale Athesia.
In provincia di Trento ne viene pubblicata un'edizione locale con il nome di Trentino, con una serie di pagine in comune per le notizie nazionali e internazionali; un'altra edizione locale è pubblicata in provincia di Belluno, con il nome di Corriere delle Alpi, ma dal 3 ottobre 2011 la testata bellunese è passata dall'orbita dell'Alto Adige a quella del Mattino di Padova, facente anch'essa capo allo stesso gruppo.

## Struttura
Alto Adige fino al 2000 pubblicava tre edizioni locali per l'Alto Adige, il Trentino ed il Bellunese con lo stesso nome e il sottotitolo Corriere delle Alpi.
Successivamente si decise, con alcune resistenze nel Trentino, di dare un nome indipendente alle due testate di Trento e Belluno.
Il quotidiano produce un periodico mensile chiamato "Alto Adige magazine", e un settimanale domenicale.
Per la minoranza ladina l'Alto Adige ha pubblicato settimanalmente una pagina in lingua ladina (principalmente in ladino dolomitico, ma anche in romancio e friulano, le altre lingue retoromanze). Lo spazio si chiamava Plata ladins (Pagina dei ladini) ed usciva il martedì. Per alcuni anni anche le minoranze cimbra e mochena del Trentino hanno ottenuto una pagina bisettimanale in alternanza (edizione del venerdì). Le pagine delle minoranze venivano pubblicate su tutte e tre le edizioni. La pagina in lingua cimbra si chiamava Di sait vo Lusèrn (La pagina di Luserna), quella in lingua mochena si chiamava Liaba lait (Cara gente). Non vengono più pubblicate dal 2007.
La casa editrice e la redazione principale si trovano a Bolzano, le redazioni periferiche sono state chiuse del Gruppo Espresso e poi riaperte dal nuovo editore Athesia nel 2017 (attualmente oltre a Bolzano c'è una redazione a Merano).
Il Gruppo Espresso ha chiuso la rotativa di Bolzano per stampare il quotidiano a Mantova. Con la nuova proprietà, dal 10 gennaio 2017, il quotidiano torna ad essere stampato a Bolzano presso la rotativa Athesia.
Il 16 marzo 2019 Trentino e Alto Adige non hanno più lo stesso direttore, la società editrice resta però la stessa.

## Storia
Il quotidiano Alto Adige venne fondato nel 1945 dal Comitato di liberazione nazionale. In seguito alla soppressione del quotidiano La Provincia di Bolzano nato durante il periodo di occupazione nazista (1943-1945), è il primo quotidiano in lingua italiana dell'Alto Adige. Nel dicembre del 1945 è stata fondata la "SETA - Società editrice tipografica atesina", che da allora fungeva quale proprietaria del quotidiano. Dal 1946 esso diffuse a livello regionale. Negli anni cinquanta, la SETA fu sovvenzionata dal governo italiano col dichiarato intento di difendere l'italianità della provincia e di mantenere il confine del Brennero, entrambi considerati a rischio, investendo così il quotidiano di un compito politico riscontrabile nelle dure prese di posizione durante l'era preautonomista del territorio. Ne è un esempio l'impegno antiautonomistico ed etnpolitico che il quotidiano assunse in occasione delle elezioni comunali tenutesi a Bressanone nel 1954.
Dal 1958 l'Alto Adige pubblicava due pagine in lingua tedesca chiamate Deutsches Blatt ("Pagina tedesca"), sospese però nel 1999.
Dal 1994 il giornale esce anche in provincia di Belluno.
A tutt'oggi il giornale, alla pari del suo consimile in lingua tedesca, il Dolomiten, si pone come obiettivo la difesa dell'identità etnico-culturale della popolazione di lingua italiana dell'Alto Adige, intervenendo spesso in modo vistoso su temi di toponomastica e del "disagio" della popolazione italofona, trasformando, talora, questioni tecniche in dibattiti pubblici a sfondo etnico. Nel 2011, in una nota programmatica il quotidiano si autodefinisce "una bandiera di un'italianità da difendere". Nel 2016, a sorpresa, il quotidiano venne rilevato dall'Athesia, azienda già proprietaria della testata in lingua tedesca Dolomiten; tale operazione ha comportato un monopolio informativo a carattere provinciale se si trascura il Corriere dell'Alto Adige, allegato locale del Corriere della Sera.

## Diffusione
| Anno | Copie vendute | Tiratura media |
| ---- | ------------- | -------------- |
| 2008 | 35 079        |                |
| 2007 | 35 034        |                |
| 2006 | 35 777        |                |
| 2005 |               | 46 197         |

- I dati comprendono anche le edizioni locali "Trentino" di Trento e "Corriere delle Alpi" di Belluno.

Dati Ads - Accertamenti Diffusione Stampa